# アンビシャス上場企業一覧
アンビシャス上場企業一覧（アンビシャスじょうじょうきぎょういちらん）は、札幌証券取引所アンビシャスに上場している企業の一覧である。2025年4月24日時点での企業数は11社。

## 一覧
| コード | 銘柄名                           | 33業種区分   | 都道府県 | 設立 (創業) | 上場       | 公式ウェブサイト | 札証 |
| ------ | -------------------------------- | ------------ | -------- | ----------- | ---------- | ---------------- | ---- |
| 2137   | 光ハイツ・ヴェラス               | サービス業   | 北海道   | 1987年04月  | 2007年02月 | 公式ウェブサイト | 札証 |
| 2928   | RIZAPグループ                    | 小売業       | 東京都   | 2003年04月  | 2006年05月 | 公式ウェブサイト | 札証 |
| 2976   | 日本グランデ                     | 不動産業     | 北海道   | 2003年04月  | 2019年06月 | 公式ウェブサイト | 札証 |
| 3136   | エコノス                         | 小売業       | 北海道   | 1964年03月  | 2015年06月 | 公式ウェブサイト | 札証 |
| 3802   | エコミック                       | 情報・通信業 | 北海道   | 1997年04月  | 2006年04月 | 公式ウェブサイト | 札証 |
| 3849   | 日本テクノ・ラボ                 | 情報・通信業 | 東京都   | 1989年01月  | 2007年05月 | 公式ウェブサイト | 札証 |
| 3977   | フュージョン                     | 情報・通信業 | 北海道   | 1991年12月  | 2017年02月 | 公式ウェブサイト | 札証 |
| 3987   | エコモット                       | 情報・通信業 | 北海道   | 2007年02月  | 2017年06月 | 公式ウェブサイト | 札証 |
| 5039   | キットアライブ                   | 情報・通信業 | 北海道   | 2016年08月  | 2022年09月 | 公式ウェブサイト | 札証 |
| 7118   | 伸和ホールディングス             | 小売業       | 北海道   | 2006年08月  | 2023年01月 | 公式ウェブサイト | 札証 |
| 353A   | エレベーターコミュニケーションズ | サービス業   | 東京都   | 2006年04月  | 2025年04月 | 公式ウェブサイト | 札証 |